# Galba
|  | Per a altres significats, vegeu «Galba (desambiguació)». |

Servi Sulpici Galba (en llatí Lucius Livius Ocella Servius Sulpicius Galba i després de ser coronat, Servius Galba Imperator Caesar Augustus) (Terracina, 24 de desembre de l'any 3 aC - Roma, 15 de gener del 69) va ser emperador de Roma del 68 al 69.
Havia ocupat diversos càrrecs durant anys, entre ells el de governador d'Aquitània. Ja ancià, va ser designat governador o legat de la província Citerior o Tarraconense. Quan va arribar a la província els seus cabells es van tornar blancs en poques hores. Va exercir el govern provincial durant vuit anys, i a la província els seus actes més cridaners van ser:
- Va fer tallar les mans d'un canviant infidel.
- Un tutor que va assassinar el seu pupil per heretar-ne va ser crucificat. El tutor en qüestió era ciutadà romà, cosa que no el va salvar de la pena de crucifixió, de la qual, no obstant això, estaven exempts els ciutadans romans.
- Presidia regularment l'Assemblea Provincial.

En rebre notícies de la rebel·lió de Juli Víndex, segurament governador de la Gàl·lia Lugdunense, i convidar-lo aquest a assumir el comandament com a «Llibertador i Cap de l'Univers», va decidir que participaria en la rebel·lió. Víndex era senador de segona generació, mentre que Galba procedia d'una família senatorial de la qual el primer antecessor conegut havia lluitat contra Hanníbal. En conèixer-se la mort de Juli Víndex, Galba i els seus es van desanimar, i el governador va estar a punt de suïcidar-se, però abans de portar-ho a terme es va conèixer la proclamació com a emperador de Vergini Ruf (el vencedor de Víndex). Llavors va anunciar la seva rebel·lió a les tropes, que el van secundar.
Així, l'any 67 Servi Sulpici Galba, recolzat per la Legió VI Victrix, estacionada a la província, va ser aclamat emperador per les tropes a Clúnia. El títol d'emperador havia estat adoptat oficialment per Neró, però fins aleshores no corresponia a un càrrec, sinó a les facultats inherents a diversos càrrecs. Galba no va acceptar el títol d'emperador, però es va declarar legat del Senat i del Poble Romà. Va reclutar a la província legions i tropes auxiliars i augmentava així la seva capacitat militar (ja que fins aleshores només tenia una legió, dues ales de cavalleria i tres cohorts). Va formar una espècie de Senat amb ancians i joves cavallers del cos anomenat Evocati (els que prestaven servei militar a les seves localitats; el nom d'Evocati es va donar abans als veterans que, després de la seva llicència, continuaven en el servei militar voluntàriament).
Va fortificar una localitat que havia de convertir-se en la seva plaça d'armes i va acollir un vaixell a la deriva carregat d'armes que va recalar a Dertosa. Com que una de les ales de cavalleria volia tornar a l'obediència de Neró i del govern romà, Galba va utilitzar el suborn per aconseguir que aquell cos continués addicte a la rebel·lió.
Galba va patir un atemptat perpetrat per lliberts de Neró, que no va tenir èxit. En aquest moment va adoptar el títol de cèsar (el qualificatiu de Cèsar per als emperadors es va popularitzar al segle ii, al costat dels de Princeps, Pater Patriae, Imperator i Augustus, i designava més pròpiament els fills o adoptats associats al govern) i es va posar en marxa cap a Roma, deixant com a legat a la Tarraconense el cobdiciós Tit Vini.

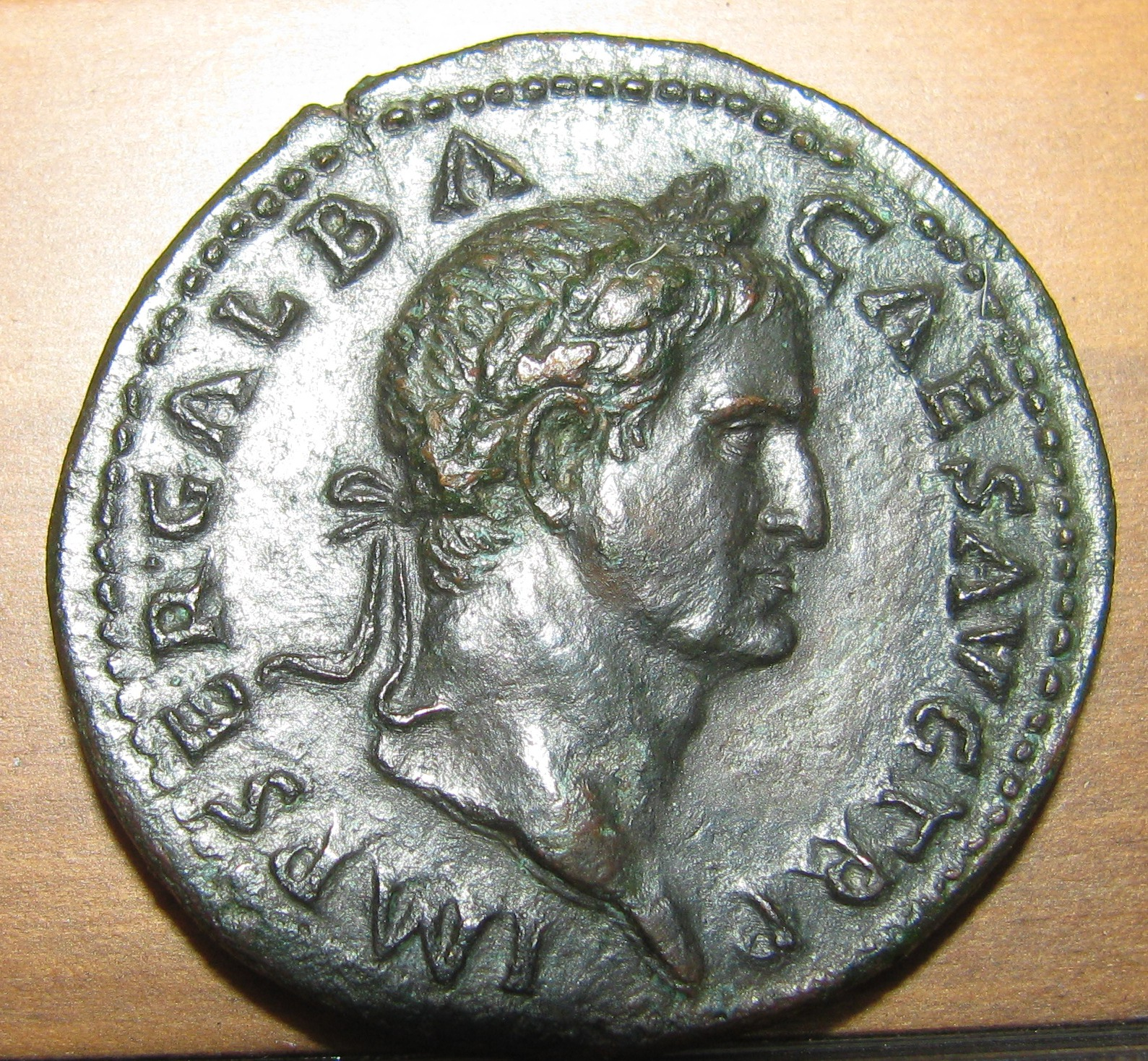
Monedes amb l'efígie de Galba

Les ciutats que no s'havien declarat al seu favor a la província Tarraconense van ser recarregades amb tributs, i fins a algunes d'elles se'ls van destruir les muralles. Els caps militars i civils sospitosos de deslleialtat cap a Galba van ser executats amb les seves famílies.
Galba va arribar a Roma on el Senat, persuadit pel prefecte pretorià Nimfidi Sabí, va accedir a reconèixer-lo, després d'haver deposat Neró, que es va suïcidar. Galba arribava precedit d'una fama d'avar notable. La ciutat de Tàrraco li va regalar una corona d'or de quinze lliures i Galba la va fer fondre. En pesar-se el metall fos van faltar tres unces d'or i el Cèsar va exigir a la ciutat el pagament d'aquestes tres unces. Els trets avariciosos de Galba van ser subratllats des de la seva arribada a Roma per altres fets.
Galba va tornar a establir les convocatòries judicials a l'hivern, que estaven limitades des de l'època de Claudi.
Galba era homosexual.
El descontentament contra Galba es va traduir en la rebel·lió de les legions de Germània, que van proclamar emperador Aule Vitel·li.
Marc Salvi Otó, antic governador de la província Ulterior, i partidari de Galba, es va separar aviat d'aquest, i va ser aclamat emperador pels pretorians i el Senat (15 de gener del 69). Els pretorians van assassinar Galba.